# Rozehnání koncertu v Rudolfově

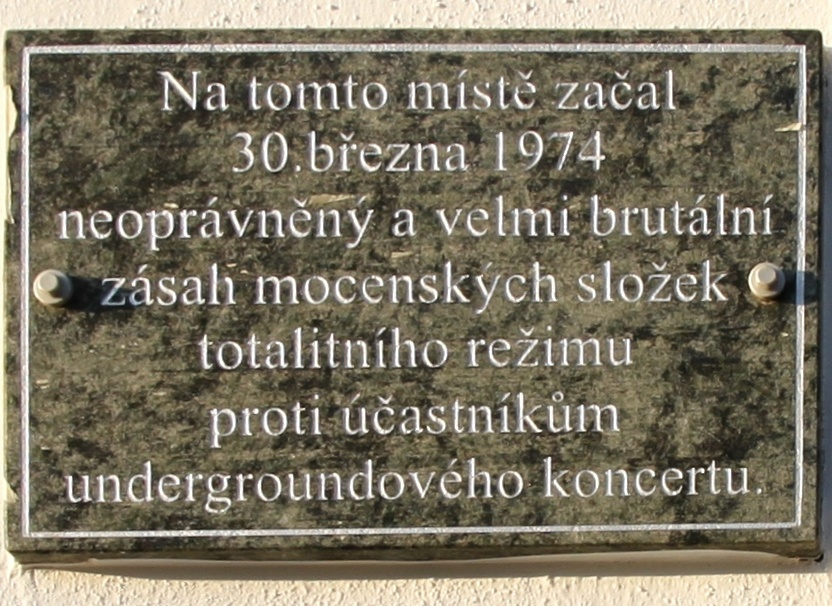
Pamětní deska upomínající na policejní zásah, odhalená 3. dubna 2010 na hostinci Na Americe

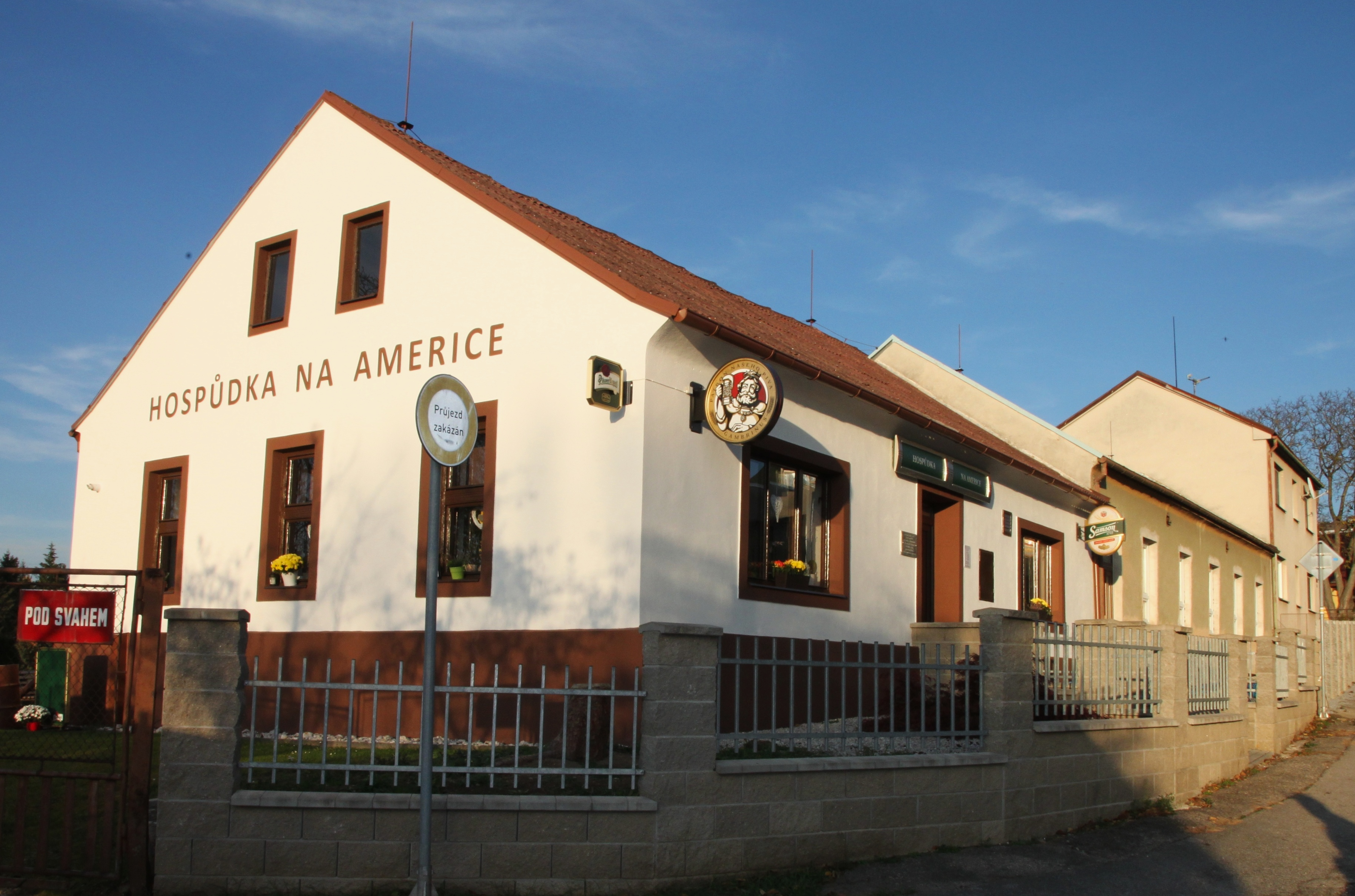
Hospůdka na Americe v roce 2020

Rozehnání koncertu v Rudolfově je událost, při které 30. března 1974 Sbor národní bezpečnosti a další složky rozehnaly koncert undergroundových kapel ve městě Rudolfov nedaleko Českých Budějovic.

## Průběh
Na koncertu v hostinci Na Americe, kde se podobné akce již v minulosti konaly, měly zahrát kapely Adept, The Plastic People of the Universe a DG 307. Již během koncertu kapely Adept, která vystupovala jako první, byli účastníci koncertu vyzváni k opuštění sálu, při čemž však byli brutálně napadeni složkami komunistické policie. Během útěku do Českých Budějovic byli dále napadáni, což vyvrcholilo v největší útok na nádraží v Českých Budějovicích, kde účastníci především z řad českého undergroundu, čekali na vlak do Prahy a dalších měst. V návaznosti na tuto událost byli účastníci dále biti a vyslýcháni i ve vlaku do hlavního města.

### Právní dozvuky akce
Jako výsledek celé policejní akce bylo předvedeno 105 účastníků koncertu a 39 z nich zadrženo. Za útok na veřejného činitele byli odsouzeni tři mladíci a to na čtrnáct, osm a pět měsíců.  Dále byly podmíněně odsouzeny tři dívky a prodavačka z českobudějovického nádražního kiosku, která nesouhlasila s brutalitou policejního zásahu. 